# Schichany
Schichany (russisch Шиханы) ist eine Kleinstadt in der Oblast Saratow (Russland) mit 6067 Einwohnern (Stand 14. Oktober 2010).

## Geografie
Die Stadt liegt etwa 130 km nördlich der Oblasthauptstadt Saratow, 15 km vom rechten Ufer der Wolga entfernt.
Schichany ist der Oblast administrativ direkt unterstellt und gehört zu den Geschlossenen Städten Russlands. Die Stadt besteht aus einem zivilen Teil, inoffiziell Schichany-1, und einem militärischen Teil etwa zwei Kilometer südöstlich, inoffiziell Schichany-2.
Die Stadt liegt an der 1895 eröffneten Eisenbahnstrecke Atkarsk–Wolsk, die 1966 über den Damm des Saratower Stausees über Balakowo nach Pugatschow verlängert wurde.

## Geschichte
Im 19. Jahrhundert existierte an Stelle der heutigen Stadt ein gleichnamiges Dorf mit dem Landsitz des Grafen Wassili Orlow-Denissow (1775–1843), eines Helden des Vaterländischen Krieges 1812.
1928 wurde das Dorf geräumt und ein Kampfstoff-Testgelände der Roten Armee mit zugehöriger Militärsiedlung eingerichtet. Im gleichen Jahr wurde der deutschen Reichswehr und deutschen Chemikern gestattet, auf dem Gelände eigene Kampfstoffe zu entwickeln und zu erproben. Der deutsche Tarnname des streng geheimen Objektes war Tomka. Die sowjetisch-deutsche Zusammenarbeit dauerte bis Juli/August 1933 an, Schichany blieb jedoch auch danach einer der wichtigsten Chemiewaffenstandorte der sowjetischen Armee.
Die Militärsiedlung erhielt später den Tarnnamen Wolsk-18. In den 1930er Jahren entstand das heutige Schichany-1; 1932 wurde dort der Bahnhof an der Strecke Atkarsk–Wolsk errichtet. Späterer Tarnname dieses Ortsteils war Wolsk-17. 1938 wurde der Status einer (geheimen) Siedlung städtischen Typs verliehen.
1961 wurde das Zentrale wissenschaftlich-technische Institut der Chemischen Truppen der Sowjetarmee nach Schichany verlegt.
Am 26. Oktober 1996 wurde das Stadtrecht verliehen, 1997 der Status Geschlossene Stadt erneuert.

### Bevölkerungsentwicklung
| Jahr | Einwohner |
| ---- | --------- |
| 1939 | 05.720    |
| 1959 | 06.026    |
| 1970 | 08.805    |
| 1979 | 10.283    |
| 1989 | 12.763    |
| 2002 | 06.738    |
| 2010 | 06.067    |

Anmerkung: Volkszählungsdaten

## Wirtschaft
Hauptwirtschaftsfaktor sind die Einrichtungen der Russischen Streitkräfte sowie des Wissenschaftlichen Forschungsinstitutes für Strahlungs-, Chemie- und Biowaffenschutz und des Staatlichen Instituts für organische Synthesetechnologie mit Versuchswerk.